# Fritz Jensen
Fritz Jensen (chinesischer Name: Yǎn Fěidé 严斐德; geboren als Friedrich Albert Jerusalem 26. Dezember 1903 in Prag, Österreich-Ungarn; gestorben 11. April 1955) war ein österreichischer Schriftsteller, Arzt und Kommunist.

## Biografie
Fritz Jerusalem wurde 1903 in Prag in einer liberalen jüdischen Fabrikantenfamilie geboren. Er war der Sohn der erfolgreichen österreichischen Schriftstellerin Else Jerusalem. 1913 zog seine Familie nach Wien um, wo er zur Schule ging und zunächst das Piaristengymnasium besuchte und nach einem aus disziplinarischen Gründen erteilten Schulverweis an die Maroltinger-Gymnasium wechselte, wo er 1923 die Matura ablegte. Fritz Jerusalem studierte von 1923 bis 1929 Medizin, verkehrte in fortschrittlichen Intellektuellenkreisen (die „Felonen“, Elias Canetti, Karl Kraus etc.) und stieß zur Arbeiterbewegung. 1929 wurde er promoviert, trat der Kommunistischen Partei bei und gründete die Agitprop-Gruppe „Stoßbrigade“. 1930 wurde er Mitglied im Bund der proletarisch-revolutionären Schriftsteller Österreichs. Im selben Jahr begann er eine Tätigkeit als Sekundararzt in Kassel und 1931 wurde er Assistenzarzt im Krankenhaus Lainz. 1933 heiratete er Ruth Domino, die Ehe scheiterte nach wenigen Jahren.
Während des Aufstandes gegen den Austrofaschismus im Februar 1934 richtete Fritz Jerusalem in Wien einen Sanitätsdienst ein, der schwer verwundete Schutzbündler heimlich im Lainzer Krankenhaus unterbrachte und besonders gefährdete Kämpfer mit seinem Motorrad in die Tschechoslowakei schmuggelte. Im Juli 1934 wurde Fritz Jerusalem verhaftet und im Anhaltelager Wöllersdorf interniert, wo er Kampfsport- und Studienzirkel leitete. Nach seiner Freilassung im April 1935 ließ er sich als praktischer Arzt in Wien nieder und kämpfte als Chefarzt der XIII. Internationalen Brigade und der 42. Division ab August 1936 mit den Internationalen Brigaden auf der Seite der Republik im Spanischen Bürgerkrieg.
Fritz Jensen flüchtete über Frankreich und Großbritannien im Mai 1939 nach China, wo er für das Chinesische Rote Kreuz arbeitete und schließlich in die von der Kommunistischen Partei Chinas befreiten Gebiete gelangte, wo er im Widerstandskrieg gegen Japan und später im Bürgerkrieg am Aufbau einer medizinischen Grundversorgung arbeitete. Dort lernte er die Chinesin Wang Wuan (王務安, zeitgenössische Umschrift: Wang Wu An, 1921–2009) kennen. Die beiden heirateten im April 1945 im Haus von Zhou Enlai in Chongqing. 1946 trat Friedrich eine Stelle bei der United Nations Relief and Rehabilitation Administration (UNRRA) in Jiangsu an, mit dem Ziel, die gerechte Verteilung internationaler Hilfsgüter an notleidende Bevölkerungsschichten sicherzustellen.
Im Dezember 1947 kehrten er und seine Frau nach Österreich zurück. Dort arbeitete er als Redakteur für die Volksstimme, das Organ der Kommunistischen Partei Österreichs. In Wien und Berlin erschien sein Buch China siegt über den chinesischen Bürgerkrieg. Er übersiedelte 1953 jedoch wieder nach China. Von dort reiste er 1953 nach Korea, wo er als Journalist an der Unterzeichnung des Waffenstillstandsabkommens teilnahm. Weitere Reisen führten ihn 1954 nach Vietnam und Genf unternahm. In Vietnam interviewte er Ho Chi Minh und österreichische Kriegsgefangene.
Im April 1955 trat er als Korrespondent der Volksstimme und des Neuen Deutschland, der Zeitung der Sozialistischen Einheitspartei Deutschlands, einen Flug von Hongkong nach Bandung in Indonesien an, um von der Konferenz asiatischer und afrikanischer Staaten zu berichten. Ursprünglich sollte sich in dem Flugzeug auch Zhou Enlai befinden. Nach fünf Stunden Flug explodierte im Maschinenraum eine Zeitbombe und ein Brand brach aus. Bei dem Versuch, im Wasser notzulanden, zerbrach das Flugzeug. Mit Fritz Jensen starben zehn weitere Passagiere, vor allem chinesische Delegationsteilnehmer und Journalisten, sowie fünf der acht Besatzungsmitglieder. Den Anschlag hatte der taiwanesische Geheimdienst verübt. Es gibt Indizien, dass die CIA im Vorfeld Kenntnis von dem Anschlag hatte oder gar der Initiator gewesen war. Fritz Jensen wurde auf dem Heldenfriedhof Babaoshan in Peking bestattet. Ein chinesischer Nachruf seiner Frau erschien am 23. Mai 1955 auf der dritten Seite der Volkszeitung (Renmin Ribao).

## Schriften
- China siegt (Wien, Stern 1949; Berlin, Dietz 1950).
- Die Brücke von Berlin nach Peking (Berlin, Kongreß 1951).
- Erlebtes Vietnam (Wien, Stern 1955; Berlin, Dietz 1955; Wien, Buchgemeinde 1955).
- Opfer und Sieger (Berlin, Dietz 1955).
- Hu Tschiau-mu [Hu Qiaomu]: 30 Jahre Geschichte der Kommunistischen Partei Chinas (Berlin,  Dietz 1954); übersetzt von Fritz Jensen.